# 百武晴吉
百武 晴吉（ひゃくたけ はるよし/せいきち/はるきち、1888年（明治21年）5月25日 - 1947年（昭和22年）3月10日）は、大正～昭和期の日本の陸軍軍人。最終階級は陸軍中将。佐賀県出身。

## 経歴
佐賀藩足軽・百武庭蔵の六男として生まれた。兄の百武三郎（三男）と百武源吾（五男）はともに海軍大将。
東京陸軍地方幼年学校、中央幼年学校を経て、1909年（明治42年）5月、陸軍士官学校（21期）を9番/418名の成績で卒業。同期に飯村穣（2番）、石原莞爾（13番）、樋口季一郎（25番）等がおり、留学生として蔣介石も在籍した。同年12月、歩兵少尉に任官し歩兵第57連隊付となる。教育総監部付勤務などを経て、1921年（大正10年）11月、陸軍大学校（33期）を卒業。
1922年（大正11年）12月、参謀本部付勤務となり、参謀本部員に異動し、1924年（大正13年）8月、歩兵少佐に昇進。大正末、参謀本部露西亜班員として勤務していた大尉時代、命により暗号研究を主催し、ポーランド参謀本部から招聘されたヤン・コワレフスキー大尉から暗号技術を学んでいる。後、暗号技術研究の為、1925年（大正14年）12月から1927年（昭和2年）7月までポーランドへの留学も経験している（当時、ポーランドはドイツ・ロシアの2大陸軍国に挟まれ、兵力の充実ではなく、情報技術の発達で対抗していた）。
1927年7月、参謀本部員（第3部暗号班長）に就任し、1928年（昭和3年）8月、歩兵中佐に進級。1931年（昭和6年）8月、関東軍司令部付としてハルピン特務機関長に着任。1932年（昭和7年）8月、歩兵大佐に昇進し陸軍通信学校付となる。1933年（昭和8年）2月、参謀本部課長に就任し、1935年（昭和10年）3月、朝鮮駐剳の第20師団隷下歩兵第78連隊長に転じた。1936年（昭和11年）3月、第5師団司令部付となり、翌月、広島陸軍幼年学校長に就任。1937年（昭和12年）3月、陸軍少将に進級し、同年8月、通信学校長となる。1939年（昭和14年）3月、独立混成第4旅団長に転じ日中戦争に出征。同年8月、陸軍中将に進んだ。後、第18師団長（1940年（昭和15年）2月10日～1941年（昭和16年）4月10日）。
1941年4月、新設された通信兵監に発令され太平洋戦争を迎えた。
1942年（昭和17年）5月18日、風雲急を告げるガダルカナル島奪回を目指す戦略兵団第17軍司令官に補され、ソロモン諸島方面と東部ニューギニアの攻略を担当。百武司令官は当初東部ニューギニアの偵察を旗下の南海支隊に命じたが、大本営参謀辻政信中佐が参謀統帥を行い、強引に攻撃作戦を発起させたと言われている。
同年11月9日、東部ニューギニア方面を担当する第18軍（軍司令官安達二十三中将）と上部組織である第8方面軍（方面軍司令官今村均大将）が新設され、第17軍はソロモン方面のみの担当となった。その後、1944年（昭和19年）12月に脳出血により倒れたため、翌1945年（昭和20年）4月、第8方面軍司令部付となり終戦を迎えた。1946年（昭和21年）2月に復員。
帰国後、ガタルカナルの回想録である「戦い終わる」の執筆に取り組んだが、持病が悪化、未完となる。

## 栄典
位階
- 1910年（明治43年）2月21日 - 正八位[3]
- 1913年（大正2年）4月21日 - 従七位[4]
- 1918年（大正7年）5月20日 - 正七位[5]
- 1923年（大正12年）7月31日 - 従六位[6]
- 1928年（昭和3年）9月1日 - 正六位[7]
- 1932年（昭和7年）9月1日 - 従五位[8]
- 1937年（昭和12年）5月1日 - 正五位[9]
- 1940年（昭和15年）3月1日 - 従四位
- 1942年（昭和17年）6月1日 - 正四位

勲章
- 1909年（明治42年）5月27日 - 恩賜の銀時計[10]
- 1939年（昭和14年）9月23日 - 勲二等瑞宝章[11]
- 勲一等旭日大綬章 - 1940年（昭和15年）4月29日

外国勲章佩用允許
- 1934年（昭和9年）5月9日 - 満州帝国：勲三位景雲章[12]